# 스언 느엉
스언 느엉(베트남어: sườn nướng)은 베트남의 돼지 갈비 요리이다. 흔한 길거리 음식으로, 양념한 돼지 갈비를 숯불에 구워 만든다.

## 이름
베트남어 "스언 느엉(sườn nướng)"은 "갈비 구이"라는 뜻이다. "스언(sườn)"은 "갈비"를, "느엉(nướng)"은 "구이"를 뜻한다.

## 만들기
돼지 갈비에 바르는 양념은 레몬그래스, 마늘, 파를 잘게 다지고 어장, 간장, 설탕, 후추, 식용유 등을 넣어 만든다. 숯불에 구운 스언느엉은 느억 쩜에 찍어 먹거나, 여러 가지 채소를 곁들여 먹는다.

## 덮밥

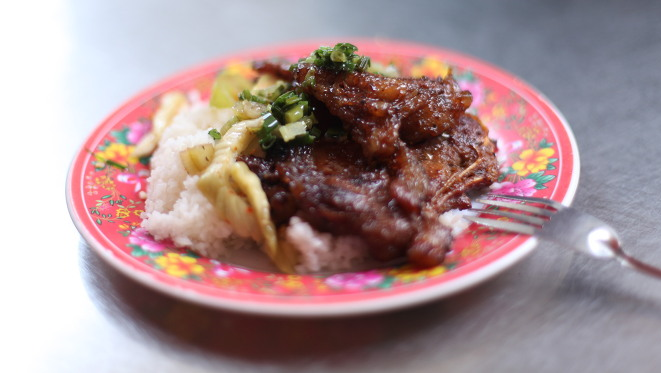
껌 스언 느엉

껌 스언 느엉(cơm sườn nướng)은 스언 느엉을 쌀밥 위에 얹어 내는 덮밥 요리이다. 베트남어 "껌(cơm)"은 "밥"을 뜻한다.